# Macrophoma strobi
Macrophoma strobi är en svampart som först beskrevs av Berk. & Broome, och fick sitt nu gällande namn av Berl. & Voglino 1886. Macrophoma strobi ingår i släktet Macrophoma och familjen Botryosphaeriaceae.   Inga underarter finns listade i Catalogue of Life.